# Coptotermes testaceus
Coptotermes testaceus är en termitart som först beskrevs av Carl von Linné 1758.  Coptotermes testaceus ingår i släktet Coptotermes och familjen Rhinotermitidae. Inga underarter finns listade i Catalogue of Life.